# أبراهام كيبيوت
أبراهام كيبيوت (من مواليد 4 يونيو 1996) هو عداء موانع كيني فاز بالميداليات البرونزية في سباق 3000 متر موانع في دورة الألعاب الأولمبية الصيفية 2024، بطولة العالم 2023، وبطولة أفريقيا 2016. أفضل زمن شخصي له هو 8:05.51 دقيقة، سجله في عام 2023، في الألعاب الأولمبية الصيفية في باريس 2024، حصل كيبيوت على الميدالية البرونزية في سباق 3000 متر موانع في وقت قدره 8:06.47، أنهى السباق بفارق ستمائة جزء من الثانية خلف العداء الأمريكي كينيث روكس.